# Pocket (chanson)
Pour les articles homonymes, voir Pocket.
Singles de Ai Ōtsuka
Peach / Heart
(2007) Rocket Sneaker / One × Time
(2008)
Pocket (ポケット) est le 16e single de Ai Ōtsuka sorti sous le label Avex Trax le 7 novembre 2007 au Japon. Il atteint la 5e place du classement de l'Oricon. Il se vend à 39 236 exemplaires la première semaine, et reste classé pendant 11 semaines, pour un total de 61 003 exemplaires vendus.
Pocket a été utilisé comme campagne publicitaire pour music.jp. Pocket se trouve sur l'album Love Letter et sur la compilation Love Is Best, où se trouve également Ticket.

## Liste des titres
| 1. | Pocket (ポケット)                | 4:53 |
| 2. | Ticket (チケット)                | 4:32 |
| 3. | Life -Love circle-               | 3:54 |
| 4. | Pocket (instrumental) (ポケット) | 4:53 |
| 5. | Ticket (instrumental) (チケット) | 4:29 |

| 1. | Pocket (ポケット) |  |

### Interprétations à la télévision
- Music Station (2 novembre 2007)
- Music Fighter (2 novembre 2007)
- Hey! Hey! Hey! Music Champ (5 novembre 2007)
- Music Japan (10 novembre 2007)
- CDTV (17 novembre 2007)
- Best Hit Kayousai (26 novembre 2007)